# Laslea
Laslea é uma comuna romena localizada no distrito de Sibiu, na região histórica da Transilvânia. A comuna possui uma área de 113.30 km² e sua população era de 3241 habitantes segundo o censo de 2007.